# Derek Ibbotson
Pour les articles homonymes, voir Ibbotson.
George Derek Ibbotson, né le 17 juin 1932 à Huddersfield et mort le 23 février 2017 à Wakefield en Angleterre, est un athlète britannique spécialiste du 5 000 mètres.

## Carrière
Derek Ibbotson mesure 1,75 m pour 68 kg. 
Appartenant au club de Longwood Harriers, il est l'ancien détenteur du record du monde du mile avec 3 min 57 s 2 réalisés le 19 juillet 1957 à Londres.

### Palmarès
| Date | Compétition                                     | Lieu      | Résultat | Épreuve      | Performance    |
| ---- | ----------------------------------------------- | --------- | -------- | ------------ | -------------- |
| 1956 | Jeux olympiques d'été                           | Melbourne | 3e       | 5 000 mètres | 13 min 54 s 4  |
| 1962 | Jeux de l'Empire britannique et du Commonwealth | Perth     | 8e       | 3 miles      | 13 min 43 s 97 |

### Records
| Épreuve      | Performance   | Lieu      | Date |
| ------------ | ------------- | --------- | ---- |
| 5 000 mètres | 13 min 54 s 4 | Melbourne | 1956 |